# F.A.M.E. награда
Наградите F.A.M.E. (на английски: Fans of Adult Media and Entertainment Awards) се връчват за постижения в областта на порнографията.
Организират се и се провеждат ежегодно от 2006 г., като победителите се определят чрез гласуване на феновете. Процедурата по самото гласуване се осъществява в официалния сайт на наградите F.A.M.E. и в него може да участва всеки. Наградите са създадени от студията за филми за възрастни – „Дженезис“, „Адам и Ева“, „WantedList“ и „AVN“, а идеята е да се даде възможност на широката публика да избере и награди своите любими порнографски актьори. Церемонията по награждаването се провежда по време на еротичното изложение „Еротика Ел Ей“ в Лос Анджелис, САЩ. Гласуването включва два кръга – в първия се извършва номиниране, като осемте актьори и/или филми с най-много гласове участват във втори финален кръг, където се определя победителя – това е получилият най-много гласове измежду осемте финалиста. През 2007 г. са регистрирани над 100 000 души, които са гласували.

## Церемонии по връчване на F.A.M.E. наградите
| Церемония | Дата           | Място        | Водещи                   |
| --------- | -------------- | ------------ | ------------------------ |
| 1-ва      | 24 юни 2006 г. | Лос Анджелис | Кармен Лувана Томи Гън   |
| 2-ра      | 23 юни 2007 г. | Лос Анджелис | Тера Патрик Евън Стоун   |
| 3-та      | 7 юни 2008 г.  | Лос Анджелис | Джеси Джейн Ранди Спиърс |
| 4-та      | 13 юни 2009 г. | Лос Анджелис | Сторми Даниълс           |
| 5-а       | 10 юли 2010 г. | Лос Анджелис | Джесика Дрейк Съни Леони |

## Носители на F.A.M.E. награда
Носители на наградите на F.A.M.E. са редица порнографски актриси и актьори, сред които „Кралицата на порното“ Джена Джеймисън, Тера Патрик, Тори Блек, Джена Хейз, Беладона, Хилари Скот, Кармен Лувана, Съни Леоне, Тийгън Пресли, Сторми Даниълс, Джеси Джейн, Рон Джереми, Евън Стоун и др.
С най-много награди F.A.M.E. е Джена Хейз – седем, спечелени в четири различни категории.
През 2007 г. Джена Джеймисън е удостоена със специална награда за любим изпълнител на всички времена.
| Категория                          | 2006                                                          | 2007                                                  | 2008                                        | 2009                                                                 | 2010                                          |
| ---------------------------------- | ------------------------------------------------------------- | ----------------------------------------------------- | ------------------------------------------- | -------------------------------------------------------------------- | --------------------------------------------- |
| Любима звезда – жена               | Джена Джеймисън                                               | Тера Патрик                                           | Тера Патрик                                 | Тера Патрик                                                          | Тори Блек                                     |
| Любима звезда – мъж                | Рон Джереми                                                   | Ранди Спиърс                                          | Евън Стоун                                  | Евън Стоун                                                           | Евън Стоун                                    |
| Орална звезда                      | Кармен Лувана                                                 | Джена Хейз                                            | Пени Флейм                                  | Джена Хейз                                                           | Саша Грей                                     |
| Анална звезда                      | Тейлър Рейн                                                   | Кортни Къмз                                           | Джена Хейз                                  | Беладона                                                             | Джена Хейз                                    |
| Най-мръснишко момиче в порното     | Тейрин Томас                                                  | Беладона                                              | Хилари Скот                                 | Джена Хейз                                                           | Джена Хейз                                    |
| Любимо дупе                        | Джена Хейз                                                    | Тийгън Пресли                                         | Джина Лин                                   | Тийгън Пресли                                                        | Алексис Тексас                                |
| Любими гърди                       | Сторми Даниълс                                                | Сторми Даниълс                                        | Ашлин Брук                                  | Сторми Даниълс                                                       | Съни Леоне                                    |
| Най-горещо тяло                    | Джена Джеймисън                                               | Джеси Джейн                                           | Джеси Джейн                                 | Джеси Джейн                                                          | Алексис Тексас                                |
| Любима нова звезда                 | Алектра Блу и Бранди Тейлори                                  | Ейми Рийд                                             | Бри Олсън                                   | Тори Блек                                                            | Лупе Фуентес                                  |
| MILF                               |                                                               |                                                       |                                             |                                                                      | Лиса Ан                                       |
| Любима уебсайт звезда              |                                                               |                                                       |                                             | Дейзи Мари                                                           |                                               |
| Недооценена звезда                 |                                                               |                                                       | Брук Хейвън                                 | Дейзи Мари                                                           | Лекси Бел                                     |
| Любим изпълнител на всички времена |                                                               | Джена Джеймисън                                       |                                             |                                                                      |                                               |
| Любим режисьор                     | Джулс Джордан                                                 | Джулс Джордан                                         | Сторми Даниълс                              | Беладона                                                             | Джулс Джордан                                 |
| Любим филм                         | „Пирати“ (англ. Pirates)                                      | „Островна треска 4“ (Island Fever 4)                  | „Детегледачки“ (Babysitters)                | „Пирати 2: Отмъщението на Стагети“ (Pirates II: Stagnetti's Revenge) | 2040                                          |
| Любим гонзо филм                   | „Беладона: без предупреждение“ (англ. Belladonna: No Warning) | „Тъмната страна на Джена Хейз“ (Jenna Haze Dark Side) | „ИнТЕРАктив“ (InTERActive)                  | „Лекс Цепеш 3“ (Lex the Impaler 3)                                   | „Тори Блек е мръсница“ (Tori Black is Filthy) |
| Секс лента на знаменитост          |                                                               |                                                       | „Една нощ в Парис“ (англ. 1 Night in Paris) |                                                                      |                                               |
| Любима пародия                     |                                                               |                                                       |                                             |                                                                      | „Батман ХХХ: порно пародия“                   |
| Любимо студио                      |                                                               | Вивид Ентъртейнмънт                                   | Ийвъл Ейнджъл                               | Брейзърс                                                             | Вивид Ентъртейнмънт                           |

## Класиране на актриси по брой спечелени награди
| Позиция | Актриса         | Брой спечелени награди |
| ------- | --------------- | ---------------------- |
| 1       | Джена Хейз      | 7                      |
| 2       | Сторми Даниълс  | 4                      |
| 3       | Беладона        | 3                      |
| 3       | Джена Джеймисън | 3                      |
| 3       | Джеси Джейн     | 3                      |
| 3       | Тера Патрик     | 3                      |